# Ferrocarril de la Selva Negra (Baden)

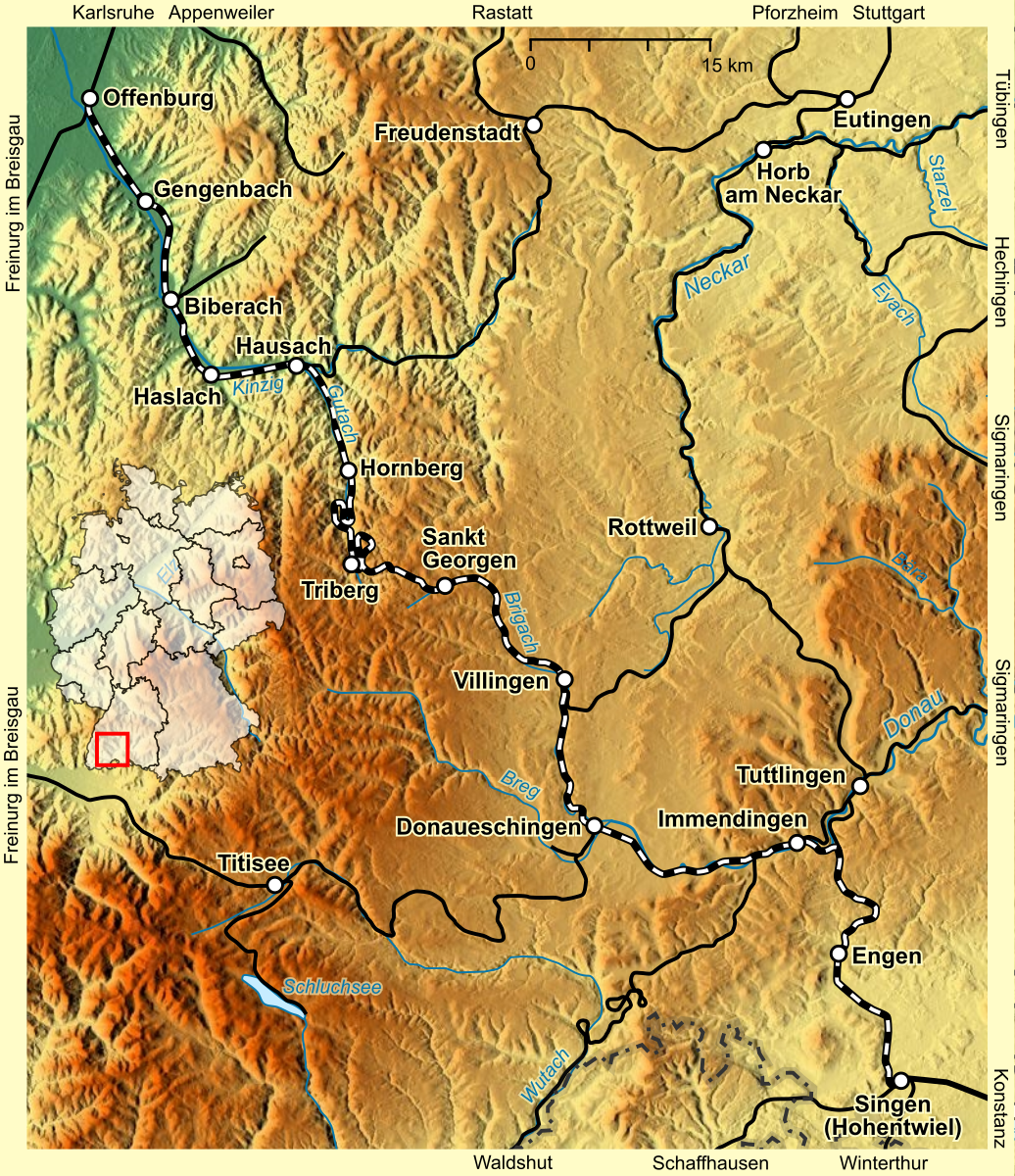

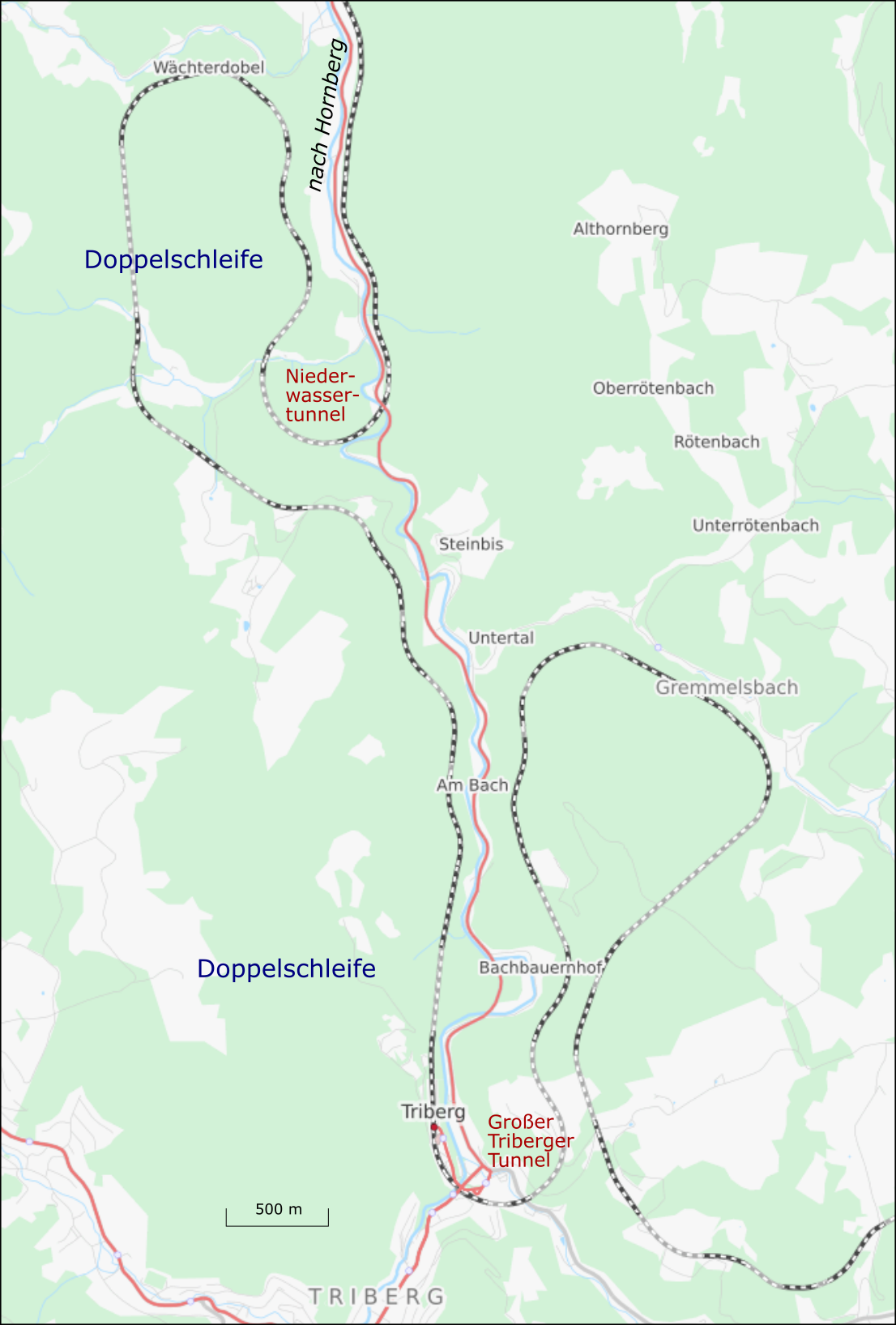
Mapa del tramo más difícil entre Hornberg y Triberg, donde la diferencia de altura se supera con dos bucles dobles.

Ferrocarril de la Selva Negra (Schwarzwaldbahn) es el nombre dado al trayecto de 149 km de Offenburg a Singen a través de la Selva Negra badense en el sur de Alemania. Fue construido a partir de 1865 e inaugurado oficialmente el 10 de noviembre de 1873. El ferrocarril, proyectado por ingeniero civil Robert Gerwig, utiliza dos bucles dobles cerca de Triberg para alargar artificialmente el trazado y evitar que se vuelva demasiado empinado. Partes de los bucles están en los túneles. Gerwig utilizó más tarde la misma técnica para el ferrocarril de San Gotardo en Suiza.  